# 도묘필기
《도묘필기》(중국어: 盗墓笔记)는 수세기 동안 무덤 침임자들로 살아온 가족으로부터 태어난 젊은이 우시에의 도굴 모험에 관한 소설 시리즈이다. 소설의 출판과 구독이 가능한 중국 웹사이트의 하나인 치덴 차이나에 처음 연재되었다. 5년 넘게 9개의 개개의 소설로 출판된 도묘필기는 2007년부터 중국에서 가장 인기있는 소설 시리즈 가운데 하나이며 2,000만 본 이상이 판매되었고 수백만의 팬이 있다. 저자는 또한 2개의 후속작 장하이화(藏海花)와 샤하이(沙海)를 썼으며 이 작품을 통해 주인공의 이야기를 계속해나가며, 2013년 3월 22일 저자는 작품 은퇴를 선언하였다.

## 등장인물
- 우시에(吳邪)
- 장치링(張起靈)
- 팡즈(胖子)
- 우산셩(吳三省)
- 판즈(潘子)
- 아닝(阿寧)
- 윈차이